# 詹姆斯·麥可庫布雷
詹姆斯·福斯特·麦库布里（英語：James Foster McCoubrey，1901年9月13日—2013年7月5日），美國男性第二年長者，1901年9月13日出生在紐芬蘭島聖約翰斯（當時為英國殖民地）。於2013年7月5日因肺炎辭世，享嵩壽111歲295天，由日本人五十嵐丈吉繼任世界男性第二年長者；詹姆斯·麥可闊爾杯只成為世界第二年長男性23天。居住在美國紐約尼加拉瀑布旁的桑傑士·布拉斯克斯（Salustiano Sanchez），生於1901年6月8日，比他年長3個月，因此他是世界和美國第二年長者。